# Methylestersulfonaat
Methylestersulfonaten (MES) is de gangbare benaming voor bepaalde anionische oppervlakteactieve stoffen, afgeleid van vetzuren. Het zijn alfa-sulfonzouten van de methylesters van die vetzuren (gewoonlijk zijn het natriumzouten). Ze kunnen toegepast worden in detergenten, schoonmaakmiddelen en persoonlijke verzorgingsproducten. Ze zijn goed bestand tegen hard water en ze worden goed verdragen door de huid.
Methylestersulfonaten zijn producten van de oleochemie. De grondstoffen van MES zijn natuurlijke, plantaardige of dierlijke oliën en vetten zoals kokosolie, palmpitolie, sojaolie en talgolie. Vergelijkbare anionische oppervlakteactieve stoffen, vooral lineair alkylbenzeensulfonaat (LAS), worden uit petrochemische stoffen vervaardigd. Vanwege het vrij ingewikkelde productieproces is de prijs van MES hoger dan die van LAS, maar MES kunnen inspelen op de groeiende vraag naar "groene" producten (hernieuwbare grondstoffen; biologisch afbreekbaar).
De algemene structuur van een MES is:
(R-CH(SO3)−-CO-O-CH3)Na+
met R een verzadigde alkylgroep met gewoonlijk 12 tot 18 koolstofatomen. De meest gebruikte methylestersulfonaten zijn:
- C12MES, methyllauraatsulfonaat (afgeleid van laurinezuur)
- C14MES, methylmyristaatsulfonaat (myristinezuur)
- C16MES, methylpalmitaatsulfonaat (palmitinezuur)
- C18MES, methylstearaatsulfonaat (stearinezuur)

Ze kunnen afzonderlijk of als mengsel gebruikt worden.

## Synthese

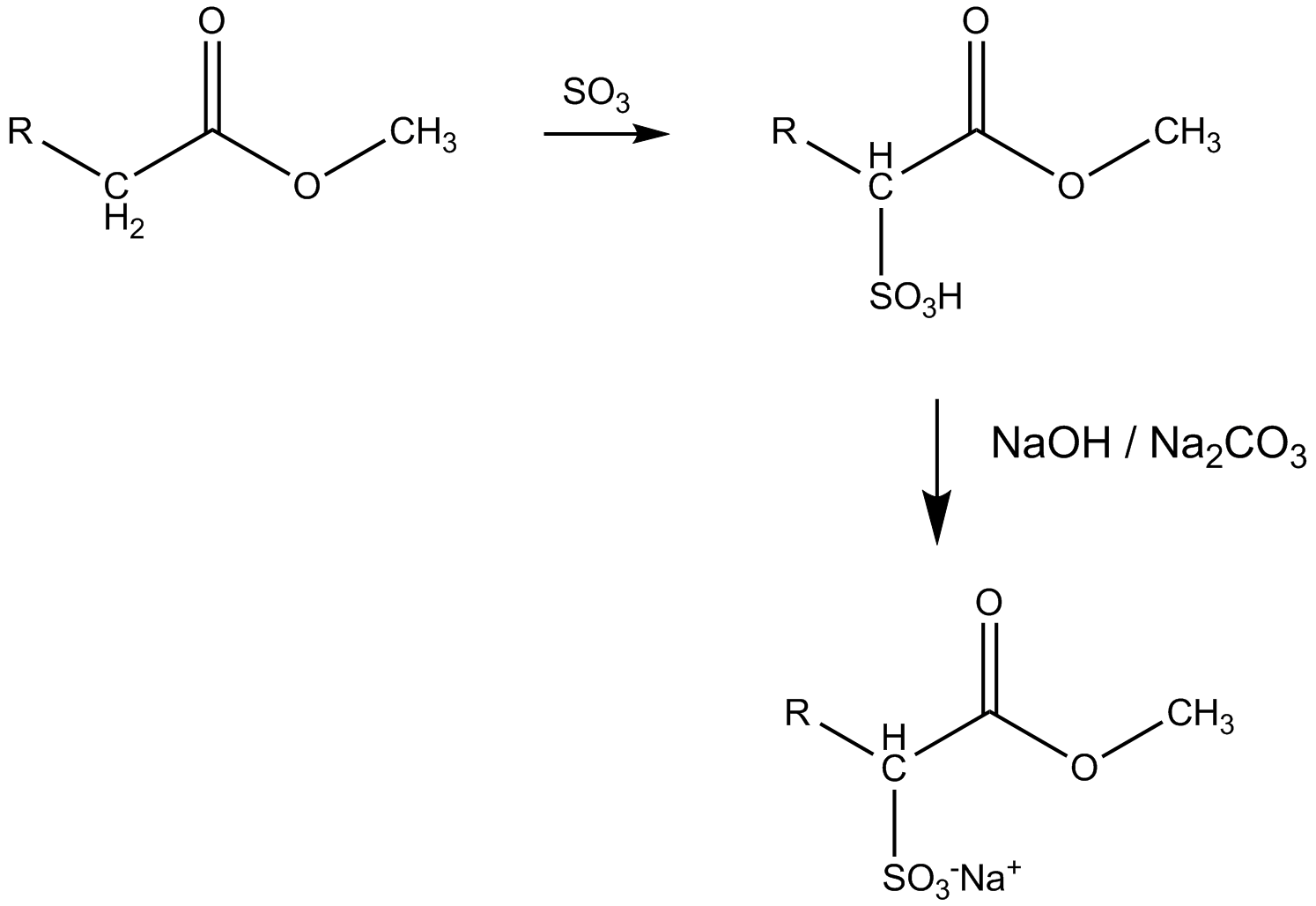
De belangrijkste reacties bij de vorming van methylestersulfonaat: sulfonering en neutralisatie

De sulfonering van lagere alkylesters van vetzuren met behulp van zwaveltrioxide is reeds beschreven in een octrooi uit 1940. Moderne productiemethodes zijn onder meer beschreven in recentere octrooien.
De methylesters van de vetzuren zijn bekomen door de triglyceriden van de plantaardige of dierlijke oliën te om-esteren met methanol en daarna te hydrogeneren met waterstof om eventuele dubbele bindingen om te zetten in enkelvoudige bindingen.
De esters worden met SO3-gas omgezet in een sulfonzuur, waarbij de sulfongroep aan het "alfa"-koolstofatoom (het eerste koolstofatoom van de alkylgroep) verbonden wordt. Er wordt daarbij ook een nevenproduct gevormd met twee sulfongroepen, dat kan omgezet worden tot een "dizout", hetgeen niet gewenst is omdat dit geen goede oppervlakteactieve eigenschappen heeft. Daarom wordt in een volgende stap een "herverestering" met methanol doorgevoerd, samen met een bleking met waterstofperoxide om de gewenste witte kleur te verkrijgen. Daarna wordt het zout geneutraliseerd, gewoonlijk met natriumcarbonaat of natronloog. De methylestersulfonaten worden dan gedroogd en verder geconcentreerd tot de gewenste zuiverheid.